# 布伯诺夫单位
布伯诺夫单位（缩写为B）是地质年代学的一个速度单位，表示1米每106年。换言之，1 B相当于在100万年的时间内移动了1米、1000年间移动了1毫米、每年移动1微米。换算下来，1 m/s相当于3.154x1013 B.布伯诺夫单位通常用来表示地表风化的速率，此时1B的风化速率也可以表示一年的时间内，1 km2的土地失去了1 m3的土壤。
该单位在1969年首次定义，名自俄罗斯地质学家谢尔盖·冯·布伯诺夫。